# Nughedu San Nicolò
Nughedu San Nicolò là một đô thị ở tỉnh Sassari trong vùng Sardinia, có khoảng cách khoảng 180 km về phía tây bắc của Cagliari và cách khoảng 5 km về phía tây bắc của Sassari. Tại thời điểm ngày 31 tháng 12 năm 2004, đô thị này có dân số 972 người và diện tích là 67,8 km².
Nughedu San Nicolò giáp các đô thị: Anela, Bono, Bonorva, Bultei, Ittireddu, Ozieri, Pattada.